# Проскуряков, Николай Фёдорович
Николай Фёдорович Проскуряков (1910 — [уточнить]) — директор Ташкентского завода текстильного машиностроения, лауреат Государственной премии СССР 1969 года.

## Биография
Родился в 1910 году.
Член КПСС с 1946 года.
Окончил Всесоюзный заочный институт текстильной и лёгкой промышленности (1952).
В 1929—1953 годах — на Ивановском заводе текстильного машиностроения, с 1942 года главный инженер. За работу в военное время награждён орденом «Знак Почёта» (16.09.1945).
В 1953—1965 годах главный инженер, затем директор Ташкентского завода текстильного машиностроения.
С октября 1965 года начальник Главного управления текстильного машиностроения Министерства машиностроения для лёгкой и пищевой промышленности и бытовых приборов.

## Награды и премии
Лауреат Государственной премии СССР 1969 года (в составе авторского коллектива) — за создание и внедрение прядильно-крутильной машины типа ПК-100.